# Chiesa di Santa Caterina (Treviso)
La chiesa di Santa Caterina a Treviso, oggi sconsacrata, si trova nella via omonima, di fianco all'ex convento di Santa Maria; insieme ad esso fa parte del complesso di Santa Caterina, una delle sedi dei Musei civici di Treviso.

## Storia

### Il palazzo dei da Camino
Nel luogo oggi occupato dalla chiesa e dal convento sorgeva in origine il palazzo dei da Camino, signori di Treviso dal 1283.
Nel 1306, alla morte del capostipite, il "buon Gherardo", gli succedettero i figli Rizzardo, assassinato nel 1312 proprio sotto la loggia del palazzo, e Guecellone, costretto alla fuga durante una rivolta popolare nello stesso anno.
Il palazzo, che aveva ospitato anche Dante Alighieri, venne in tale occasione gravemente danneggiato e rimase in stato di abbandono, assieme agli splendidi giardini prospicienti le mura della città, per più di trent'anni.

### I Servi di Maria
Nel 1346, durante la podesteria di Andrea Cornaro, i servi di Maria, ultimi tra i grandi ordini mendicanti dell'Italia medievale ad insediarsi a Treviso, ottennero l'autorizzazione a costruire in quest'area il loro convento e la chiesa dedicata a santa Caterina d'Alessandria.

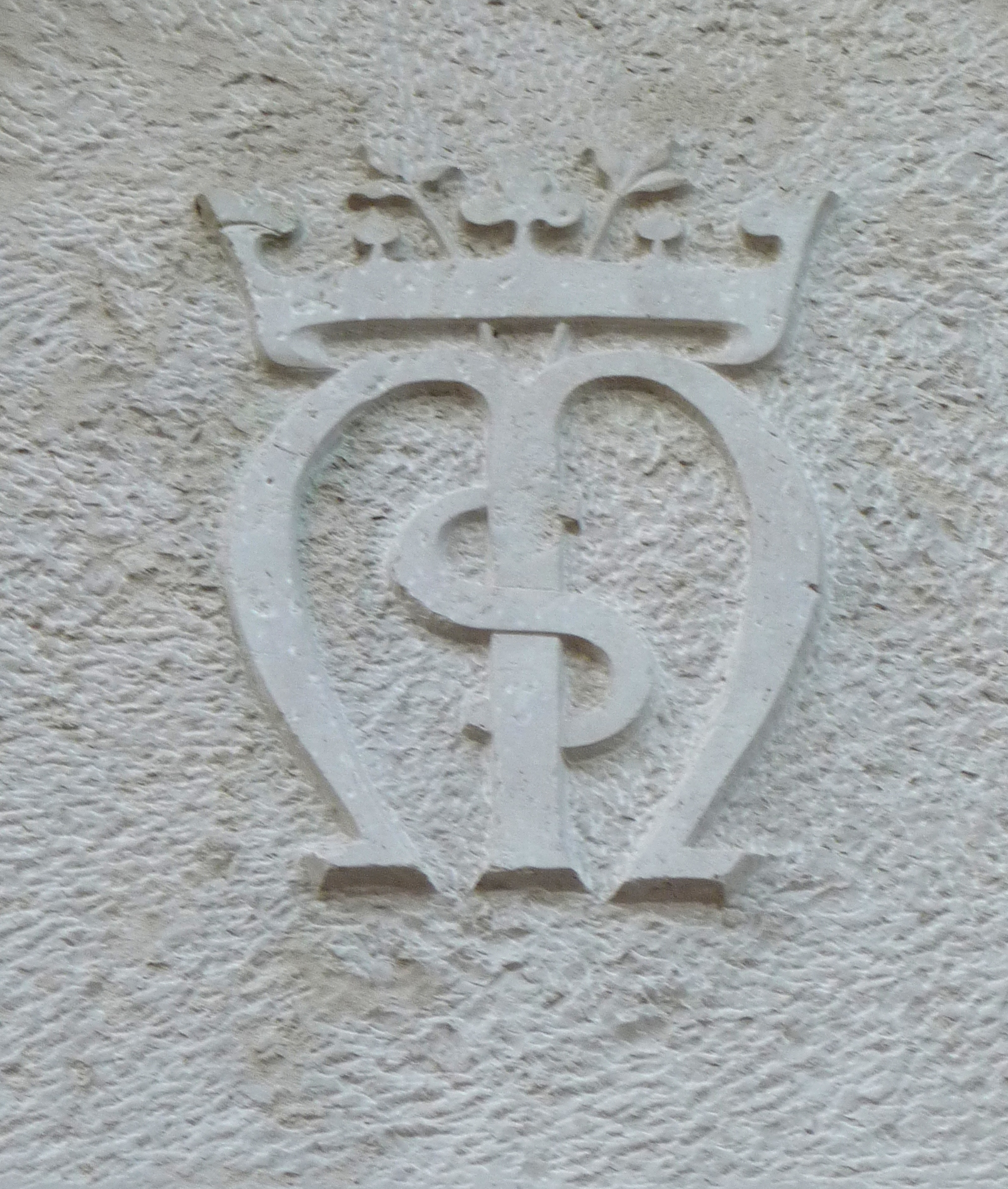
Monogramma dei Serviti sopra l'ingresso della cappella degli Innocenti

La costruzione dell'edificio, iniziata dalla zona absidale e, pare, inglobante parte dell'antico palazzo, fu interrotta bruscamente nel 1348, probabilmente a causa della terribile epidemia di peste nera di quell'anno. La fabbrica era giunta a circa metà della navata, venne dunque provvisoriamente costruita una facciata in assi di legno.
Di questo stato resta traccia nell'affresco parietale raffigurante Santa Caterina in atto di sostenere il modellino della città di Treviso scoperto sulla parete meridionale dell'edificio.
Dal 1469, fino alla partenza dei Serviti, ogni anno il 20 gennaio si teneva una solenne processione in onore di san Sebastiano per la liberazione dalla peste. Da una annotazione nelle Memorie di Marco Pulieri, sembra che l'ultima volta che tale celebrazione sia stata svolta con una modesta cerimonia all'interno del Duomo fu il 22 aprile 1822.
La chiesa fu ultimata solo tra la fine del XIV secolo e gli inizi del secolo successivo.
Ad iniziativa di privati furono aggiunte alcune cappelle. Oggi resta soltanto quella detta "degli Innocenti", edificata per volontà del giurista di Conegliano Alberto della Motta, qui sepolto nel 1406, che nel proprio testamento provvide anche agli arredi liturgici, alla pala d'altare e alla decorazione pittorica (facere dipingi dictam cappellam).
L'edificio, in particolare la zona absidale, fu danneggiato durante l'estate del 1508 nel corso degli scontri fra veneziani e alleati della lega di Cambrai.
Seguendo le direttive del Concilio di Trento, i Serviti provvidero nel 1590 a ridecorare la chiesa in conformità all'austerità richiesta dalla Controriforma: furono picchiettate e ricoperte con intonaco le immagini medievali, eliminati molti monumenti e realizzati finti altari architettonici ad affresco integrati con pale dipinte su tela.

### Requisizione napoleonica e destinazione militare
Soppresso il convento nel 1772 e cessata ogni destinazione religiosa degli spazi nel 1806, gli edifici del complesso conventuale, compresa la chiesa, divennero proprietà demaniale e furono utilizzati come caserma e magazzini militari. La decorazione cinquecentesca fu a sua volta ricoperta dall'intonaco ed anche il patrimonio artistico e gli arredi furono gravemente danneggiati e comunque dispersi.
Specialmente sotto il successivo governo austriaco la chiesa fu pesantemente trasformata per essere più funzionale alla nuova destinazione (furono qui nel tempo depositati perfino treni militari): fu demolita la zona absidale e sostituita con una nuova facciata neoclassica rivolta alla retrostante piazza. Sul fastigio, fino al 1945 si scorgevano le tracce dell'aquila imperiale e la scritta I.R. Deposito dei treni militari. L'interno fu suddiviso in tre livelli mediante soppalcature in legno le cui travi forarono muri ed affreschi.
Nel 1883 fu aperta sul lato settentrionale dell'edificio via dei Caminesi, per far spazio alla quale furono abbattute le due cappelle laterali delle quali, all'interno, si scorgono ancora le arcate.
Il complesso mantenne la destinazione militare anche nel periodo post-unitario, fino al 1943.

### Restauro e destinazione culturale
Fu l'intervento del restauratore Mario Botter, successivo ai gravi danni subiti durante i bombardamenti del 1944 e del 1945, riportando alla luce il dimenticato tesoro pittorico ("un'eccezionale antologia della pittura dell'entroterra veneto dalla metà del Trecento fino ai primi decenni del Quattrocento, culminante con gli affreschi attribuiti a Gentile da Fabriano o al suo ambito"), a favorire la decisione di recuperare l'intero complesso a funzioni culturali.
Nella chiesa, restaurata secondo il progetto dell'architetto Toni Follina, sono oggi conservate le Storie di sant'Orsola di Tomaso da Modena.

## Architettura
L'edificio, in laterizio in parte intonacato, presenta una pianta molto semplice, ad un'unica navata ad aula senza transetto.
La facciata, non esattamente perpendicolare rispetto al resto dell'edificio, e il lato settentrionale si affacciano su via Santa Caterina; la zona absidale, delimitata verso l'esterno da una recinzione in ferro, su piazza Matteotti (già del Grano); il lato meridionale costituisce invece la parete di fondo di un lato del chiostro maggiore del convento.

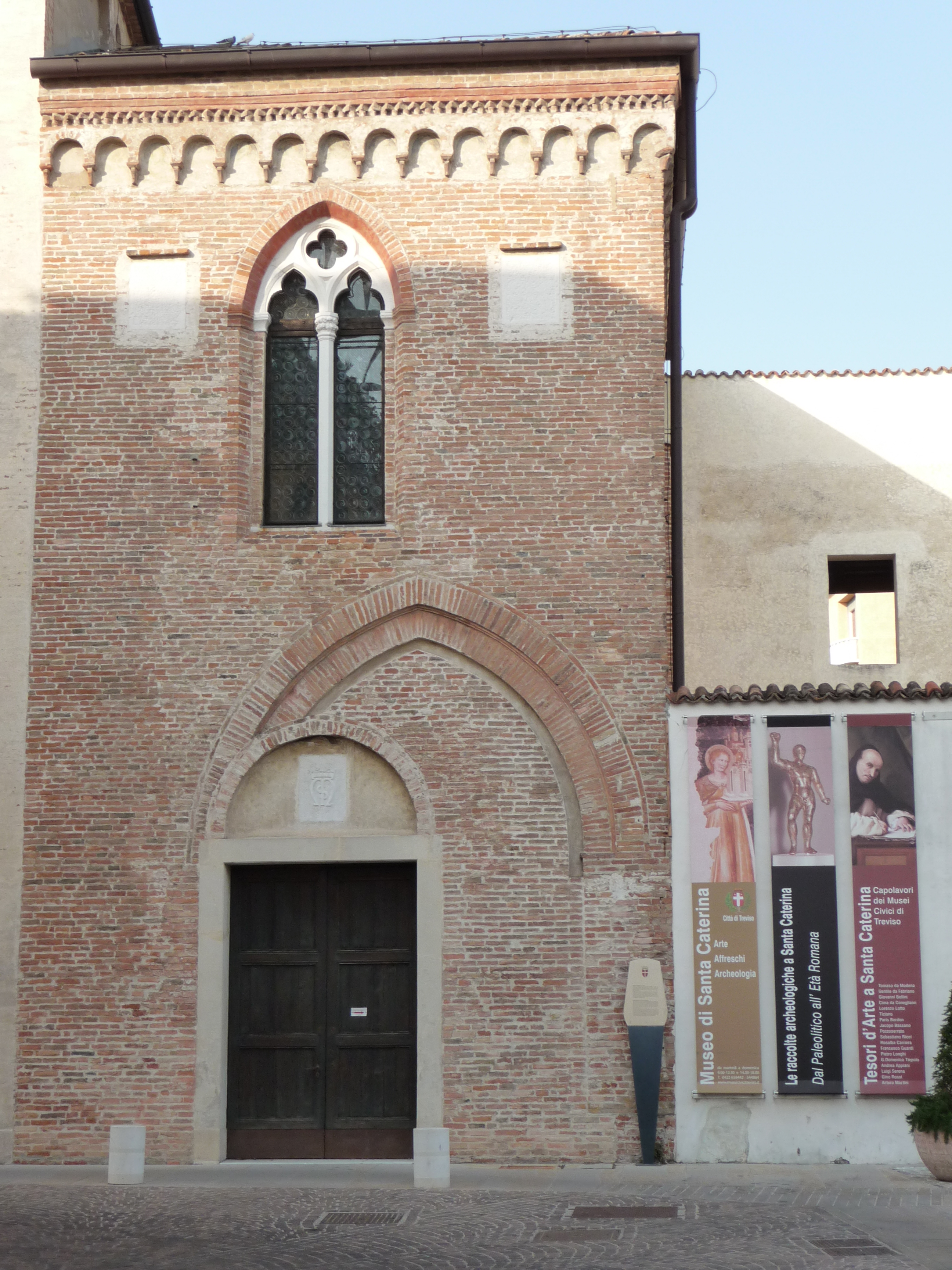
Facciata della cappella degli Innocenti

### Esterno
La semplice facciata a capanna in laterizio intonacato, suddivisa in tre ampi campi da quattro lesene, è movimentata da umano rosone e da due strette finestre ad arco acuto.
A destra si trova la facciata dalla cappella degli Innocenti. Nella superficie in laterizio a vista si aprono un portale con un arco a tutto sesto circolare, inscritto in una più ampia arcata cieca a sesto mezzo acuto, un'elegante bifora gotica e due piccole finestre cieche di forma quadrata. Un elaborato cornicione, sorretto da archetti pensili, corre per tutta la lunghezza della facciata, girando poi attorno alla cappella
I lati dell'edificio sono caratterizzati da campi individuati da lesene e raccordati in alto da serie di tre archetti pensili. Nella parete verso il chiostro si aprono quattro finestre, del tutto simili a quelle in facciata; nella parete settentrionale ve ne sono invece soltanto due.
Le tre absidi, due laterali, ricostruite in stile gotico nel secondo dopoguerra, ed una centrale, più ampia, per la quale si decise di mantenere il muro eretto dall'amministrazione asburgica, hanno rispettivamente forma poligonale e rettangolare. Due strette finestre gotiche danno luce a ciascuna delle absidi laterali; in quella centrale, sulla quale è ancora visibile il fornice a sesto acuto dell'arco di trionfo, si apre invece un portale ad arco tricentrico.

### Interno
L'interno ad aula, funzionale alle prediche che qui tenevano i serviti, risente del cambiamento di funzione occorso durante il XIX ed il XX secolo.
Delle cappelle laterali rimane traccia nei due grandi archi ciechi a sesto acuto, ancora visibili sul lato settentrionale. Sulla stessa parete si aprono anche due archi a tutto tondo e a sesto tricentrico, di dimensioni molto inferiori. Sulla parete opposta si aprono invece tre porte, che danno acceso al chiostro grande, e un'arcata a sesto leggermente acuto, che conduce alla cappella degli Innocenti.
Quest'ultima, di dimensioni abbastanza rilevanti in proporzione all'aula, ha una pianta irregolare: i quattro lati formano, infatti, angoli differenti per assecondare i diversi assi dell'aula e della facciata; l'ambiente è suddiviso in due campate da un arco a sesto acuto.
La parete di fondo è caratterizzata da tre alte arcate, che danno accesso alle absidi. La zona dell'antico presbiterio è leggermente sopraelevata.
La copertura è a capriate lignee nell'aula; due volte a crociera chiudono invece la cappella degli Innocenti.

## Opere d'arte
Tranne che per una Presentazione al tempio di Jacopo Palma il Giovane, oggi conservata nella sagrestia del Duomo di Castelfranco Veneto, non c'è traccia delle opere asportate.
La maggior parte degli affreschi superstiti, eseguiti tra la seconda metà del XIV e i primi decenni del XV secolo, si concentra sulla parete destra. Benché realizzati senza un piano preordinato (i vari riquadri venivano eseguiti a seguito di elargizioni di cittadini benefattori, o per offerte ex-voto, o per la richiesta di sepolture), i lavori si possono dividere in due gruppi omogenei: il primo gruppo, nella metà parete verso le absidi, risale alla seconda metà del Trecento; il secondo gruppo, nella metà parete verso la facciata anteriore, all'inizio del Quattrocento. Tale raggruppamento rispecchia le due fasi di costruzione della chiesa, caratterizzata da una lunga interruzione fra il 1348 e la fine del XIV secolo.
Questi affreschi, coperti nel 1590 da uno strato di intonaco, riemersero nel 1944 e furono restaurati fra il 1997 e il 2001 con fondi privati e pubblici.
Il primo gruppo di affreschi, in un primo tempo attribuito a Tomaso da Modena, comprende:
1. Annunciazione; Profeti e Trinità
2. Santa Margherita martire
3. San Michele Arcangelo, tre Santi e committente
4. Madonna con Bambino e S. Caterina d'Alessandria
5. Santo vescovo (Biagio?)
6. Santa Caterina d'Alessandria intercede per Treviso
7. Corona d'angeli e committente (da Madonna dell'Umiltà)

Il secondo gruppo comprende:
1. Madonna con Bambino, S. Giovanni Battista e Santo pellegrino
2. Miracolo di S. Eligio (il santo maniscalco, tentato dal demonio in abiti femminili)
3. San Girolamo dottore della Chiesa

Tra le raffigurazioni di epoca trecentesca, particolarmente interessante Santa Caterina d'Alessandria intercede per la città di Treviso. Nel raffigurare la santa che sostiene con la mano il modellino della città, il pittore ha descritto fedelmente le mura, la torre civica, il Duomo sormontato dal vessillo di San Marco, nonché la chiesa stessa di Santa Caterina. A destra, in un riquadro oggi molto deteriorato, era raffigurata una Madonna dell'Umiltà, la cui protezione è invocata dai cittadini, affacciatisi dalle mura, e dalla santa, che le rivolge una preghiera dipinta in caratteri gotici.
Il gruppo di affreschi quattrocenteschi rappresenta una delle più alte testimonianze del tardo gotico veneto: di particolare finezza è la Madonna col Bambino e San Giovanni Battista, inserita in una ricca architettura, attribuita a Gentile da Fabriano o ad uno dei suoi allievi; a Pisanello è attribuita, invece, la scena della Tentazione di sant'Eligio.
Sulla parete sinistra e sulla controfacciata si trovano invece le campiture meglio conservate della decorazione cinquecentesca, a finte architetture con colonne tortili.

### Cappella degli Innocenti
Sulle volte a crociera della cappella quattrocentesca sono raffigurati i quattro Dottori della Chiesa e i Simboli degli Evangelisti. Sulle pareti, riquadri con Storie di Maria e dell'infanzia di Gesù, culminanti sulla parete di fondo con la grande, drammatica Crocifissione. Sotto, San Sebastiano.
Le pitture, databili intorno al 1430, sono attribuite a due diversi maestri, ciascuno con proprio collaboratore. L'artista maggiore - autore, tra le altre scene, della Crocifissione e della strage degli Innocenti - viene convenzionalmente denominato, appunto, Maestro degli Innocenti.

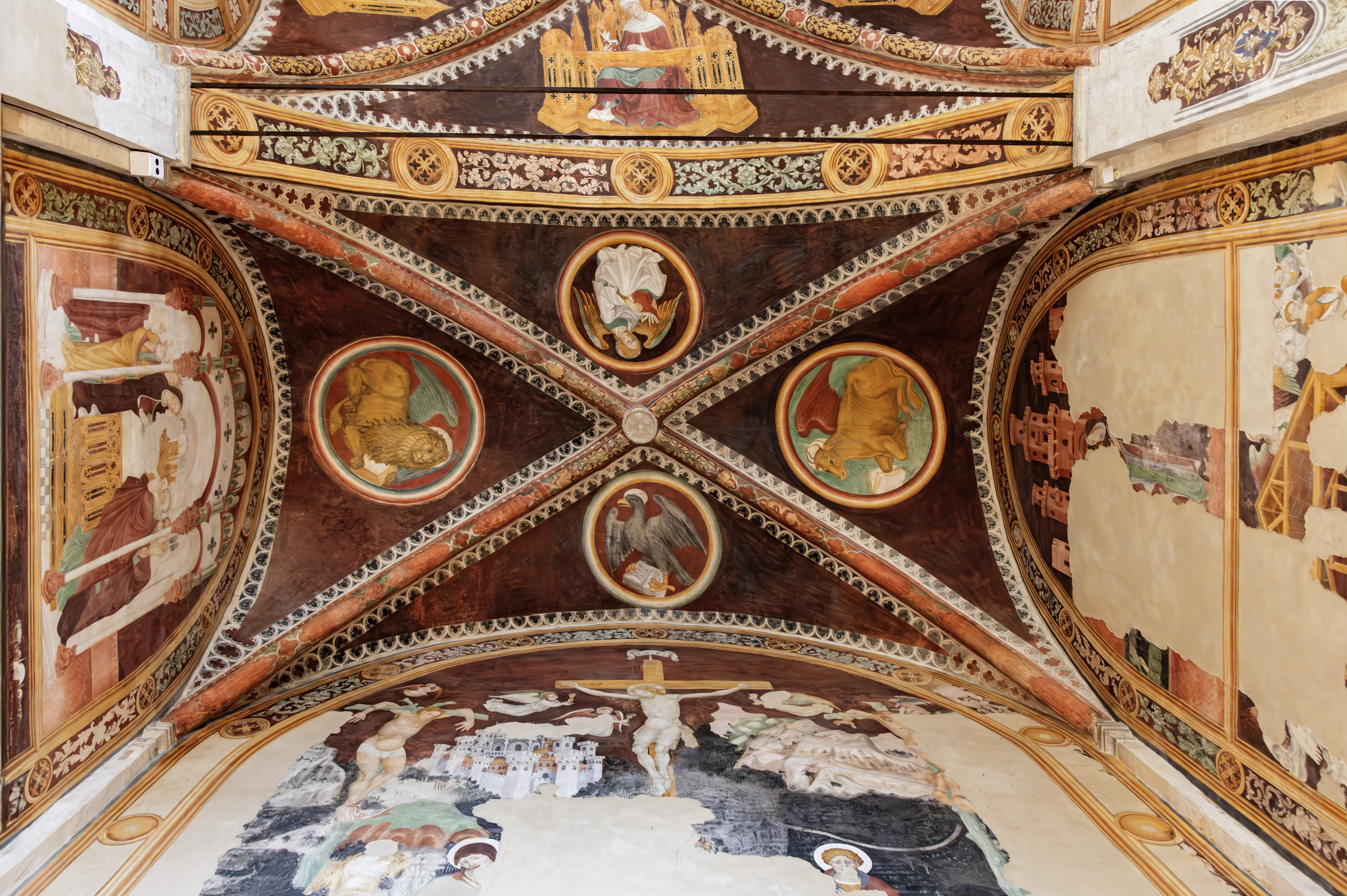
Volta con i simboli dei quattro evangelisti e parte della Crocifissione.

## Organo a canne
Nel 1998, nell'aula è stato posizionato un organo in stile rinascimentale italiano, costruito dalla ditta Francesco Zanin, di Codroipo. Inizialmente era collocato in una tribuna in posizione sopraelevata davanti all'abside; dopo la ricollocazione delle restaurate Storie di Sant'Orsola, è stato addossato alla parete settentrionale della navata.
Il prospetto è suddiviso in cinque (gruppi di 7, 9, 5, 9, 7 canne) con due organetti morti in alto, in corrispondenza del secondo e quarto gruppo. Le canne di mostra, quelle a partire dalla nota Fa1 del registro di principale, sono in stagno ed allineate, con bocche a mitria. La consolle ha una tastiera di 60 note (Do1-La5, con in più La♭1, La♭2 e La♭3, e Re#2, Re#3 e Re#4), ed ha la prima ottava scavezza. I tasti delle note naturali sono ricoperti in legno di bosso con frontalini a chiocciola, quelli dei diesis sono in ebano. La pedaliera, a leggio, è in noce, ed ha 20 note (Do1-Si2). L'organo è alimentato da tre mantici a cuneo, azionabili manualmente e con corde.

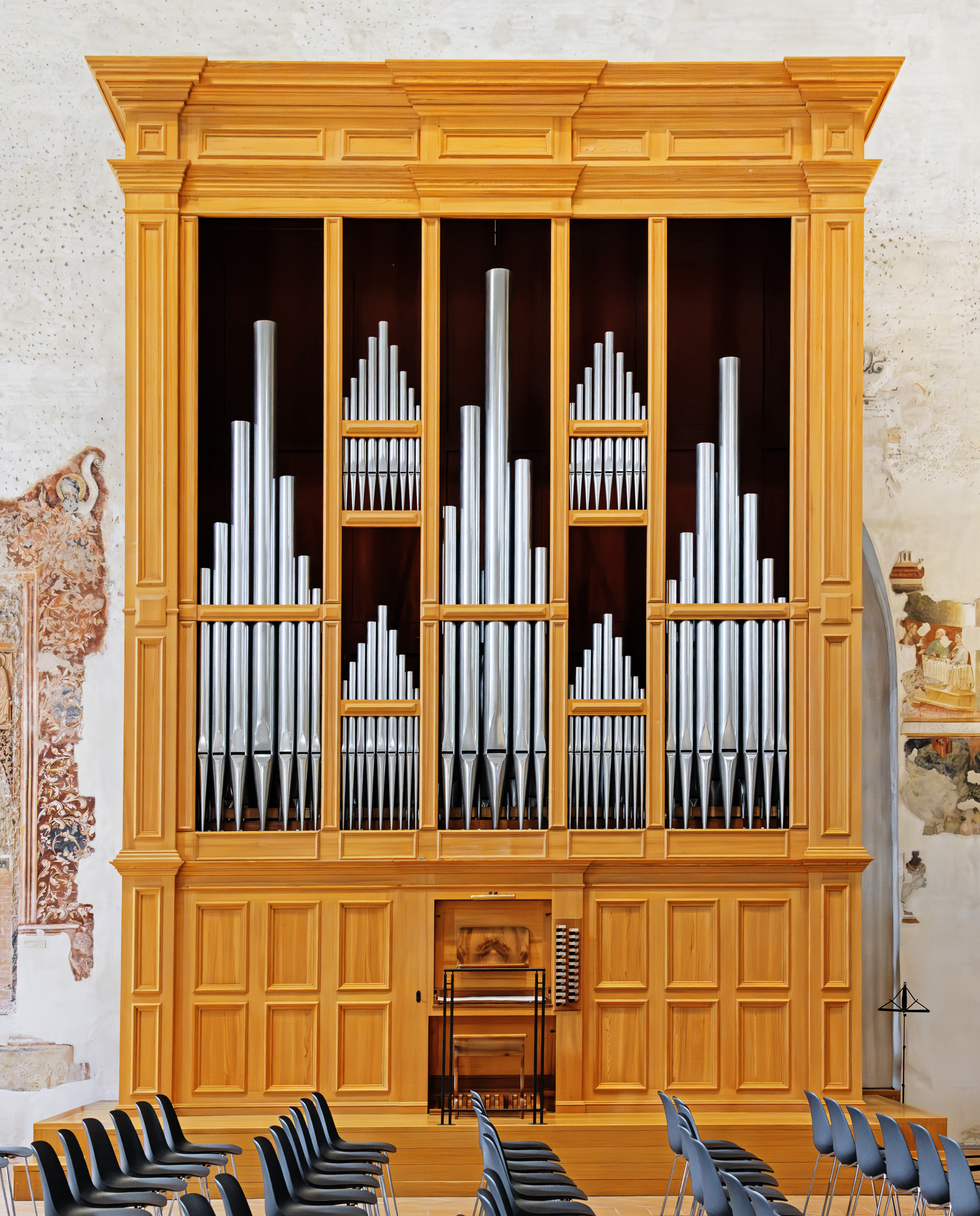
Organo a canne

## Galleria d'immagini

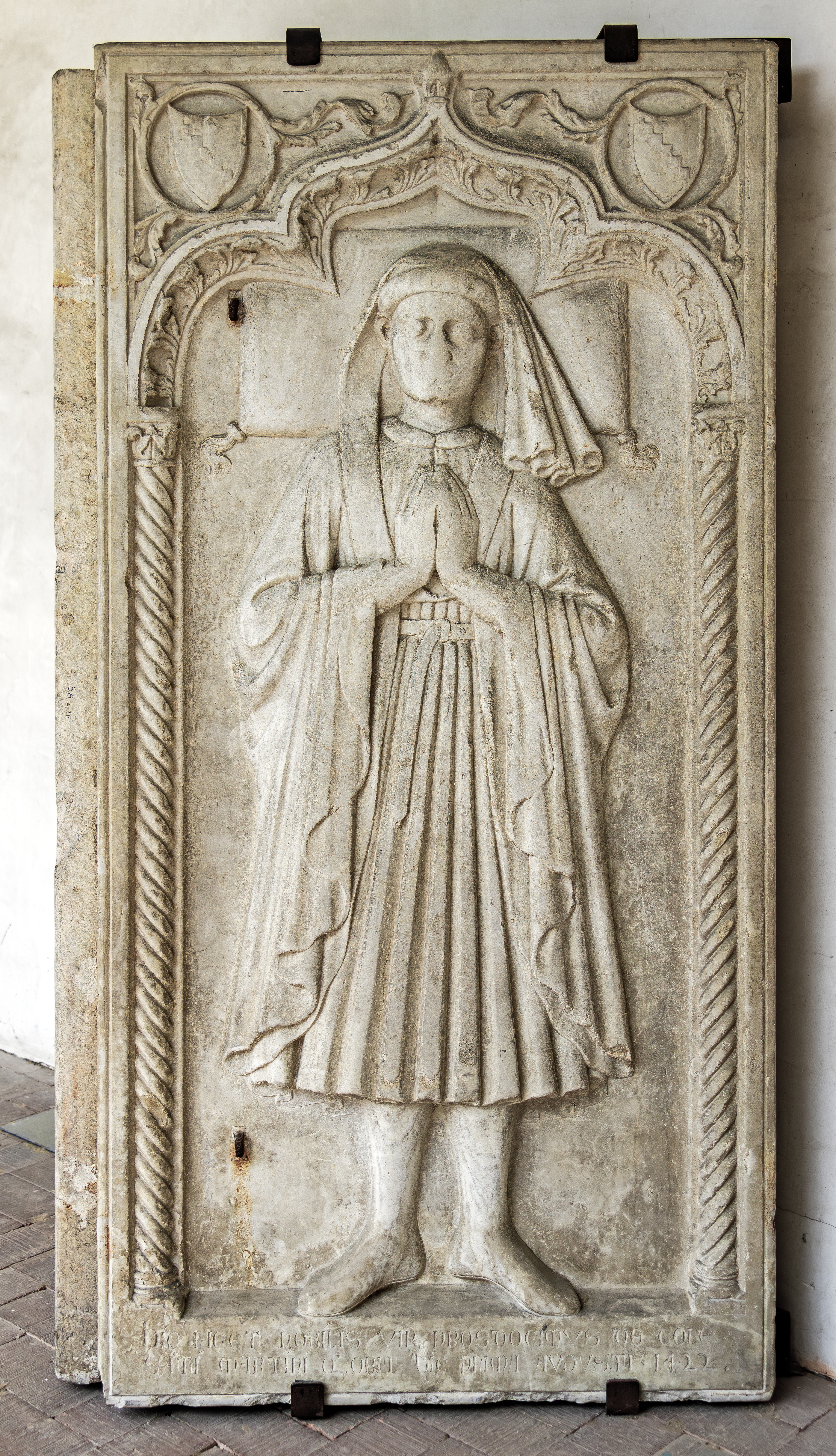
Lastra tombale di Prosdocimo da Col San Martino
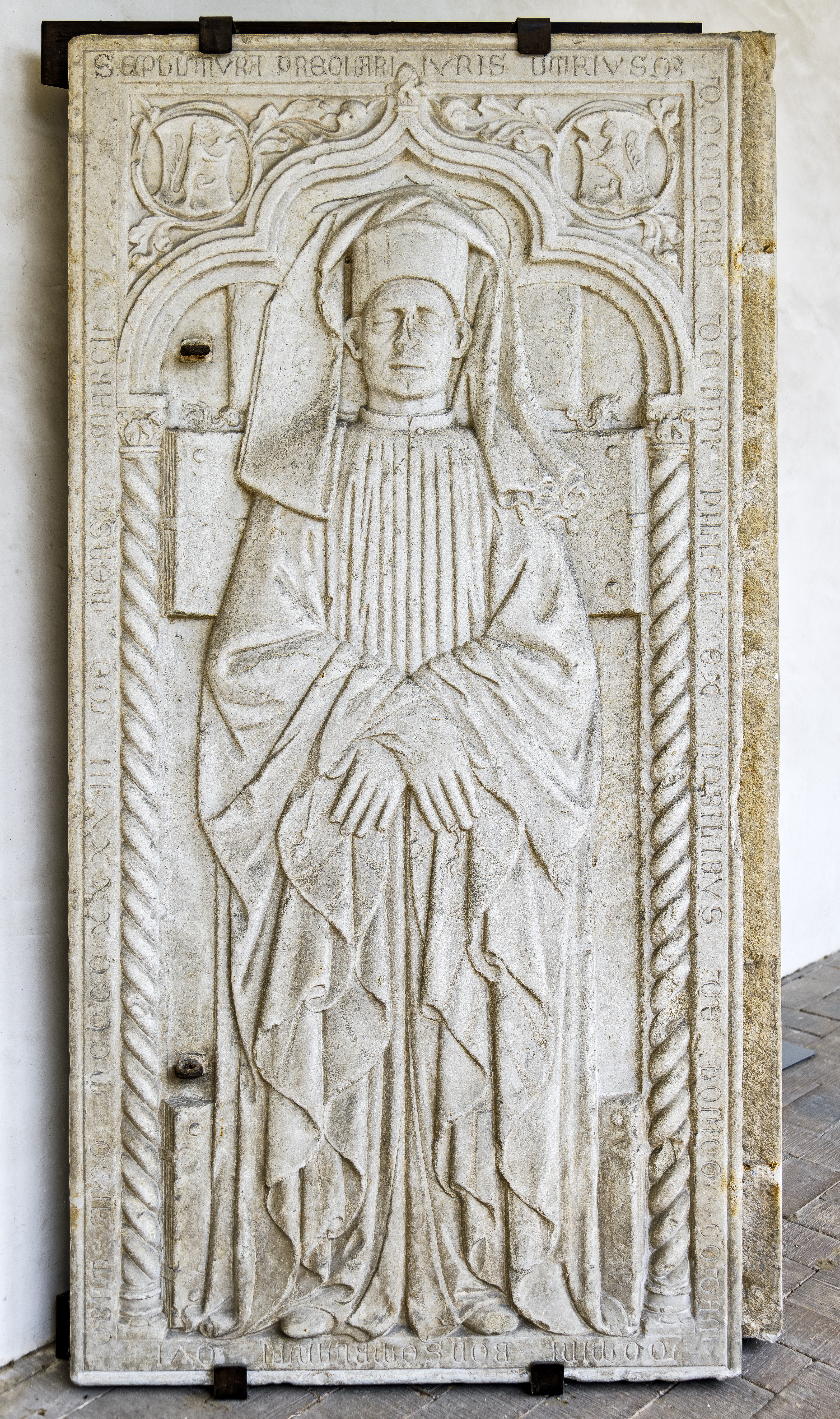
Lastra tombale di Pileo Onigo

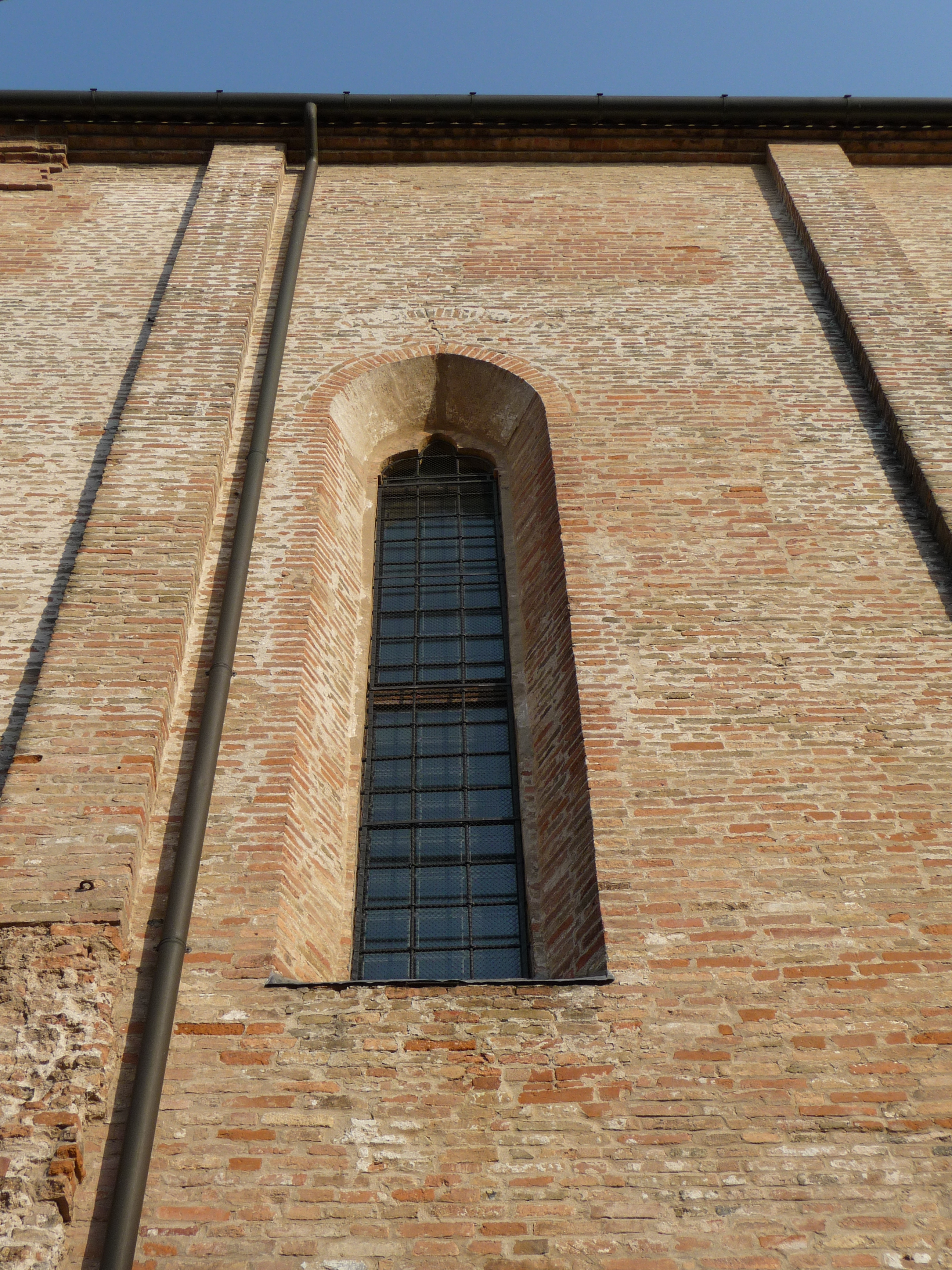
Particolare di una finestra del fianco settentrionale
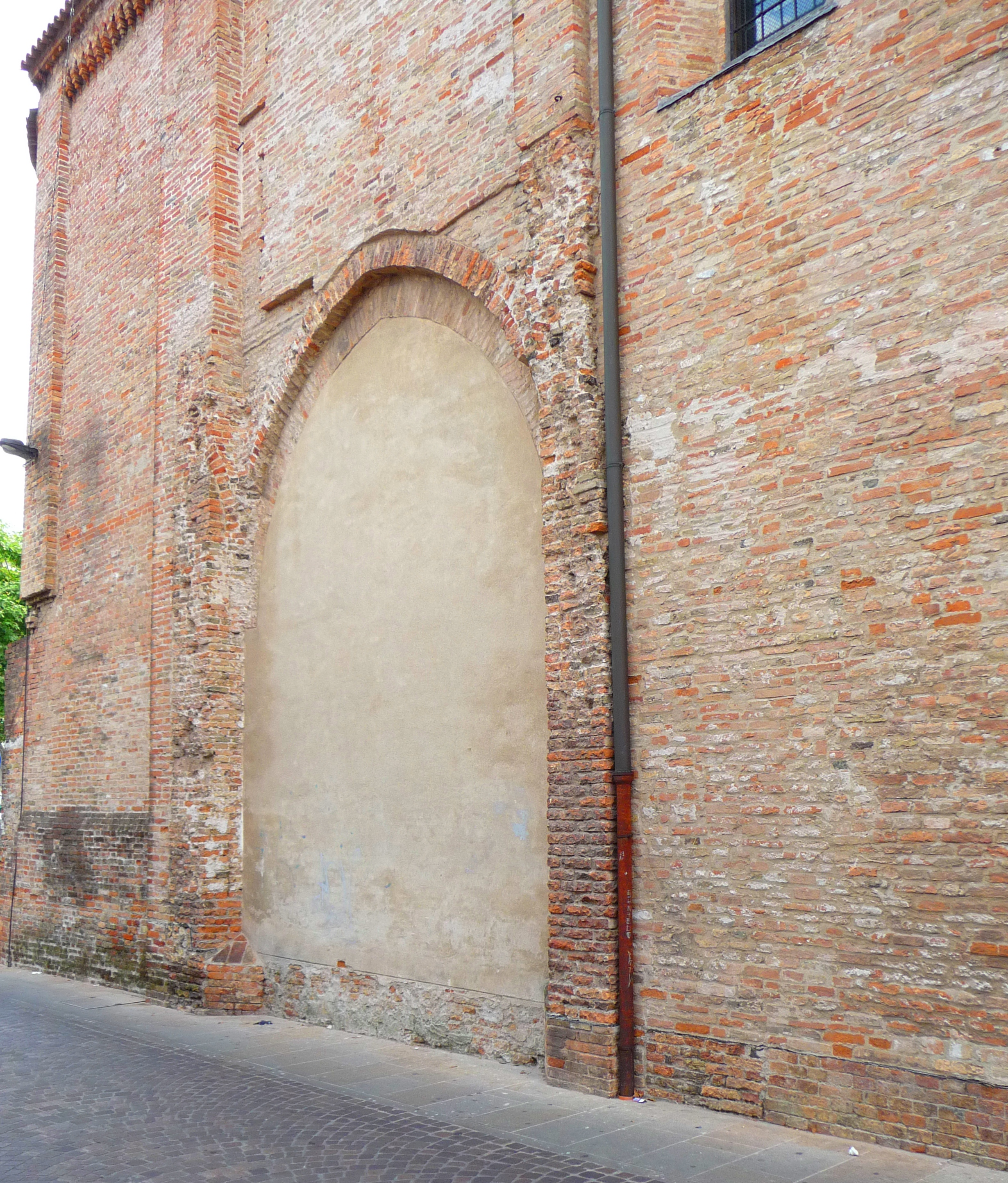
Particolare dell'arco cieco sul fianco settentrionale
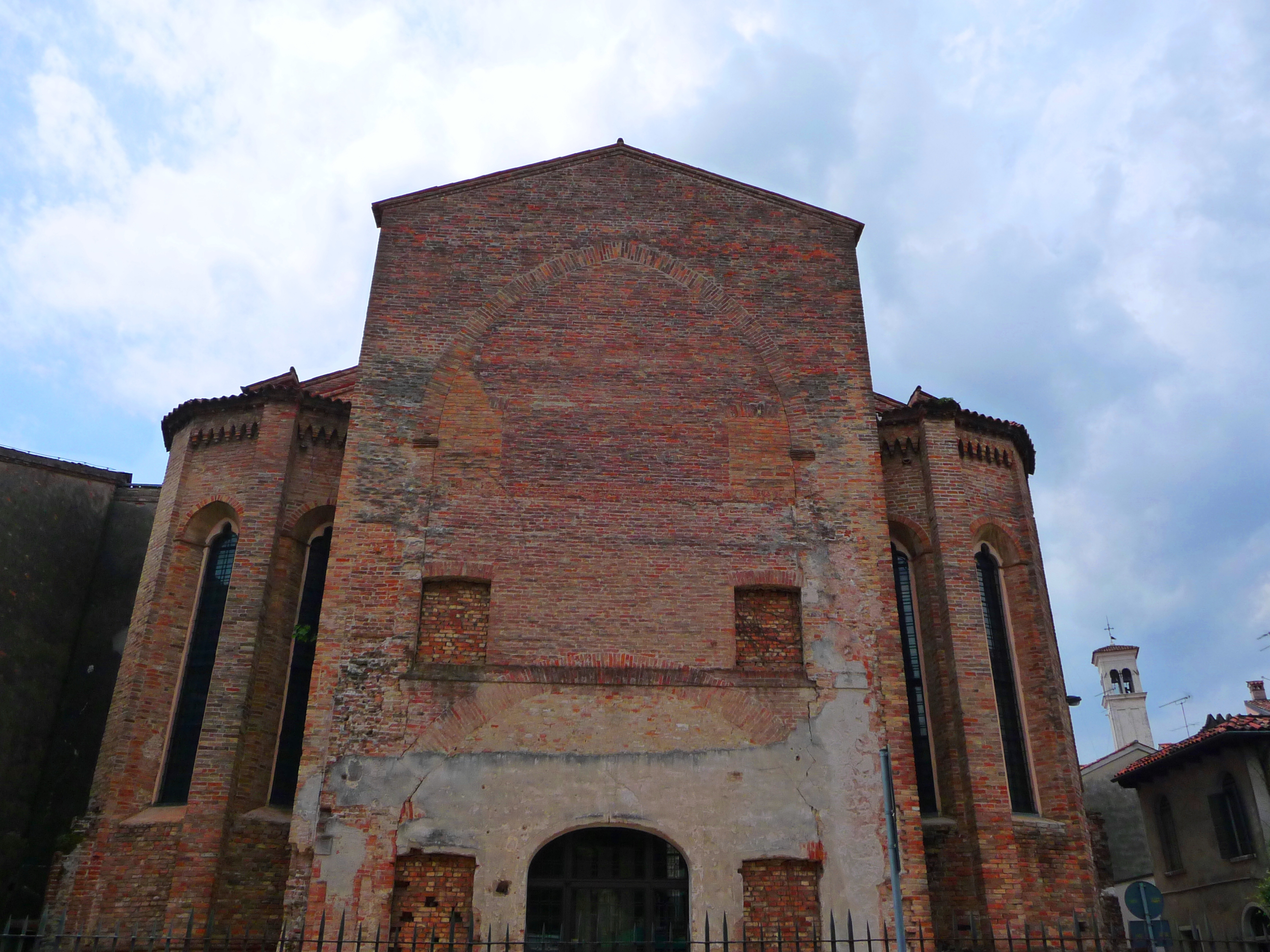
Zona absidale
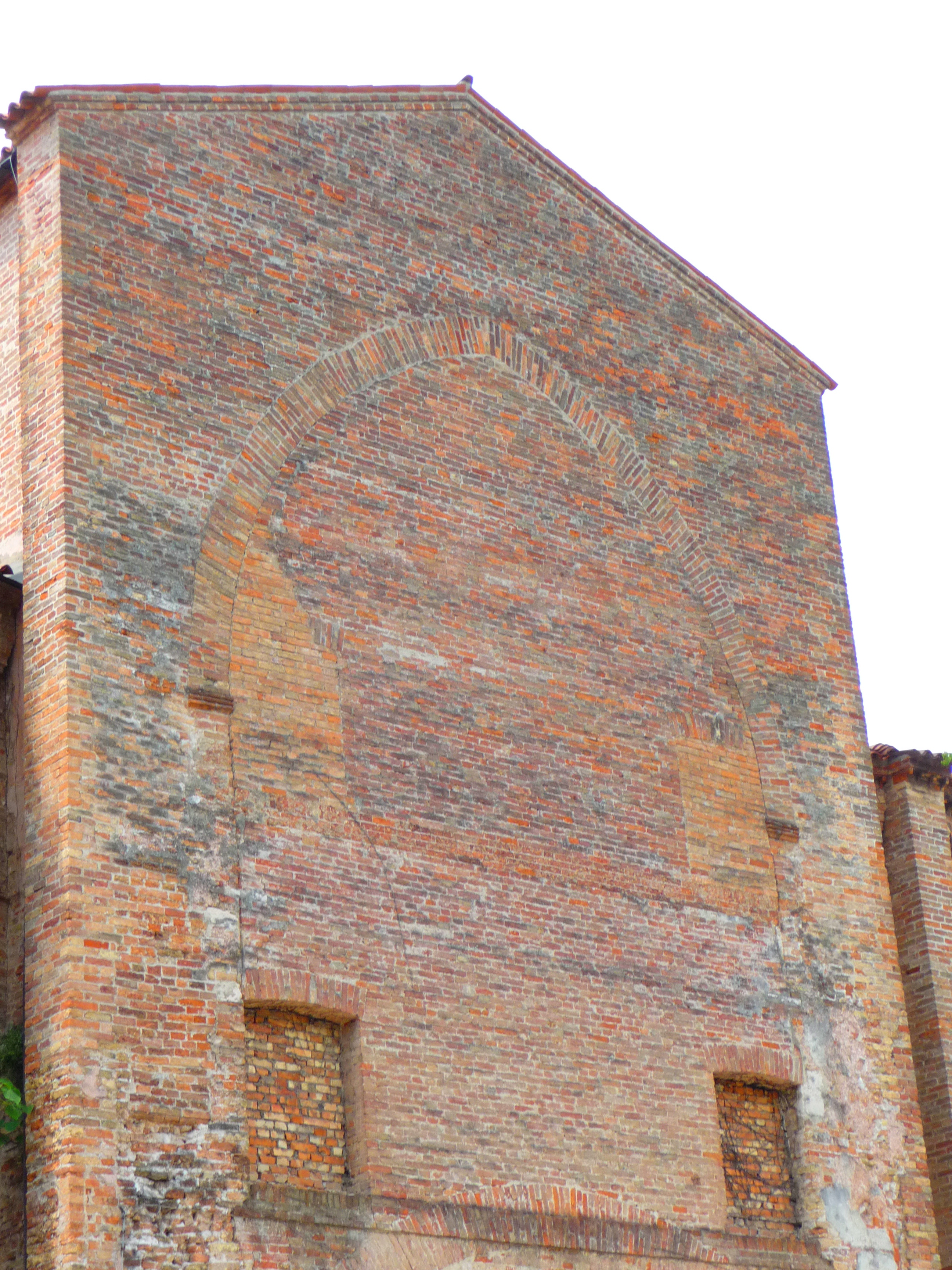
Particolare dell'arco cieco nel muro di fondo dell'abside maggiore